# Pino Romualdi
Pino Romualdi, właśc. Giuseppe Nettuno Romualdi (ur. 24 lipca 1913 w Predappio, zm. 21 maja 1988 w Rzymie) – włoski polityk, dziennikarz i pisarz, uczestnik wojny włosko-abisyńskiej i II wojny światowej po stronie faszystowskiej. Wieloletni deputowany krajowy i senator, poseł do Parlamentu Europejskiego I i II kadencji, w latach 1978–1982 prezydent Włoskiego Ruchu Społecznego.

## Życiorys
Syn Valzanii Romualdiego i Marii Luigii Proli, jego ojciec był socjalistą i współpracownikiem Benito Mussoliniego. Od młodego wieku zaangażowany w działalność polityczną, był publicystą w lokalnych gazetach. Ukończył studia z nauk politycznych, kierował strukturami faszystowskiego ruchu Gruppo universitario fascista w Forlì. Uczestniczył jako ochotnik w wojnie włosko-abisyńskiej, dochodząc do rangi kapitana, następnie od 1939 zajmował kierownicze stanowisko w strukturach Narodowej Partii Faszystowskiej w Gimmie.
W 1940 powrócił do Włoch, kierował gazetą „Il Popolo di Romagna”, po czym do 1943 uczestniczył jako ochotnik w walkach w Albanii i Grecji. Po utworzeniu Włoskiej Republiki Socjalnej działał w Republikańskiej Partii Faszystowskiej, od kwietnia 1944 jako sekretarz w Parmie, a od października 1944 jako zastępca sekretarza generalnego. Objął kierownictwo nad czasopismem „Gazzetta di Parma”, pracował także nad planami powołania tajnego ruchu faszystowskiego na wypadek upadku Republiki Salò. Od kwietnia 1945 przebywał w ukryciu, głównie w Mediolanie i Rzymie, jednocześnie prowadząc negocjacje w imieniu środowiska postfaszystów, które doprowadziły do udzielenia amnestii ponad 20 tysiącom osób. W 1947 został zaocznie skazany na karę śmierci przez sąd w Parmie za zlecenie zamordowania siedmiu osób w 1944. W marcu 1948 aresztowany, jednak jego wyrok został złagodzony i ostatecznie spędził trzy lata w więzieniu.
Po wojnie był jednym z założycieli ruchu Fasci di Azione Rivoluzionaria i partii Włoski Ruch Społeczny, był jednym z jego liderów. W strukturach MSI objął funkcję zastępcy sekretarza i przewodniczącego komitetu centralnego, a od 1982 do 1987 prezydentem partii (formalnym przywódcą). Został założycielem miesięcznika kulturalnego „L’Italiano”, był redaktorem naczelnym partyjnych czasopism „Lotta politica”, „Il Popolo italiano” oraz „Secolo d'Italia” (1987–1988). Opublikował również kilka książek. W latach 1958–1983 członek Izby Deputowanych III, IV, V, VI, VII, VII i VIII kadencji, następnie od 1983 do 1984 członek Senatu IX kadencji. W 1979 i 1984 wybierany posłem do Parlamentu Europejskiego, w 1984 został wiceprzewodniczącym Europejskiej Prawicy. Zmarł wskutek nowotworu na rok przed końcem kadencji, a na dzień przed śmiercią Giorgio Almirante.
Od 1940 był żonaty z Verą Versari. Miał dwoje dzieci, jego syn Adriano Romualdi (1940–1973) także został politykiem i publicystą.